# Милун Маровић
Милун Маровић (Чачак, 15. септембар 1947 — Либијска пустиња, 19. октобар 2009) био је геолог, редовни професор Рударско-геолошког факултета Универзитета у Београду, и некадашњи репрезентативац СФРЈ у кошарци.
Био је председник Савета Института за регионалну геологију и палеонтологију, управник Завода истог института и шеф катедре за динамичку геологију.

## Каријера

### Геологија
Геологију је студирао на Рударско-геолошком факултету у Београду, где је дипломирао 1970. године, на смеру за регионалну геологију Геолошког одсека факултета. Магистрирао је 1976. године на смеру за геолошко картирање, а докторирао 1981. године, са темом из области тектонике. За асистента приправника је први пут изабран 1975. године. Прошао је кроз сва наставна звања, а за редовног професора изабран је 1993. године. У богатој и успешној наставничкој каријери предавао је, на основним и последипломским студијама: тектонику, неотектонику, геологију Југославије, геологију Србије, геологију Балканског полуострва.
Маровићева научна и стручна активност била је усмерена на решавање проблема из неотектонике, сеизмотектонике, структурне геологије и регионалне геологије. Објавио је више од 120 научних радова, шест монографија домаћег и једну монографију међународног значаја. Био је добитник награде за развој регионалне геологије „Јован Жујовић“.

### Кошарка
Као кошаркаш, током читаве каријере, играо је у београдском КК "Раднички". Био је члан генерације која је освојила титулу првака Југославије 1973. године и национални куп 1976. године. За репрезентацију Југославије одиграо је 96 утакмица. Освојио је златну медаљу на Европском првенству у Барселони, 1973. године, и сребрну медаљу на Светском првенству у Порторику 1974. године. Био је председник Кошаркашког савеза Београда и члан Председништва Кошаркашког савеза СР Југославије. За спортску активност награђен је Октобарском наградом Београда, Мајском наградом Србије, Орденом Немање трећег реда.
Преминуо је 19. октобра 2009. године у саобраћајној незгоди у Либији. Сахрањен је у Алеји заслужних грађана на Новом гробљу у Београду.
У мају 2016. године издата је књига написана од стране групе аутора под називом "Милун - Животне стазе Милуна Маровића. Од кошарке до тектонике."